# Her Whisper
Her Whisper är ett svenskt metalband från Lysekil och bandet grundades 2004. Dem spelade in en demo i beryktade Studio Fredman i Göteborg 2005 och fick kort därefter skivkontrakt med det tyska skivbolaget STF-Records. Debutalbumet 'Children of the Black Soil' släpptes i mitten av 2006. Uppföljaren "The Great Unifier" kom under våren 2008. Deras sound kännetecknas av hårda, drivande gitarrer, vemodiga melodier, massiva stråkpålägg och mörka lyrics.
Våren 2009 bytte de namn till Sinners Paradise samband med gitarristen Christian Widéns avhopp.
Kort därefter fick bandet kontrakt med svenska Blue Topaz Records. Material till ett nytt album började skrivas omgående men bandet slutade på grund av förvärrade relationer med sångaren av Her Whisper, Magnus af Nestergaard och Materialen av albumet glömdes.
- Magnus af Nestergaard - Sång och sologitarr
- Marcus Christensen - Keyboards och texter
- André Kallin - Bas
- Kenneth K Gilbert - Trummor

Före detta medlemmar
- Christian Widén - (var med under The Great Unifier)